# Bad Reputation
A Bad Reputation a Thin Lizzy ír hard rock zenekar nyolcadik nagylemeze, amely 1977. szeptember 2-án jelent meg. Ahogy a lemezborító is sejteti, a legtöbb dalban csak a csapat háromnegyede vett részt, Brian Robertson gitáros mindössze három dal feljátszásában vett részt. Mivel Robertson keze egy kocsmai verekedés következtében idegkárosodást szenvedett, ezért 1977 januárjától már Gary Moore játszott helyette a koncerteken. Ez volt az utolsó studió album, ahol Robertson a Thin Lizzyvel játszott.
Az album aranylemez lett Angliában, a róla kimásolt kislemez a Dancing in the Moonlight (It's Caught Me in Its Spotlight) pedig a 14. helyet érte el a szigetországban.
2011. június 27-én az album egy újrakiadást kapott, amelyen az eredeti anyag mellett élő felvételek is helyet kaptak.

## Előzmények, felvételek
Az előző album a Johnny the Fox turnéja 1977-ben már Gary Moore gitárossal került lebonyolításra, amely során a Queen előtt léphettek fel. Mivel Lynott és Robertson között elmérgesedett a viszony, a frontember megkérte Moore-t, hogy csatlakozzon teljes jogú tagként. Moore elutasította az ajánlatot és visszatért korábbi zenekarába a Colosseum II-ba. Lynott ezt követően döntött úgy, hogy Scott Gorham egymaga fogja feljátszani a következő nagylemezt. Gorham azonban úgy gondolta, szükség van egy második gitárosra, mert vannak élő előadások is, illetve voltak olyan darabok, melyeket két gitárosra írtak. Szerette volna megtartani a korábbi egységet, elmondása szerint mindig hittem a büvös körben. Ha összetöröd a bűvös kört, az egész dolognak vége, nem?
Két dal (Opium Trail és Killer Without a Cause) szóló nélkül lett rögzítve, így próbált Gorham nyomást gyakorolni a frontemberre, hogy vegye vissza Robertsont. Lynott beadta a derekát, így Robertson hamarosan Torontoba repült, és három dalhoz feljátszotta a saját részeit.
A hangulat azonban meglehetősen feszült volt, Robertson és a zenekar között. A gitáros kifejtette, hogy még csak inni sem lenne hajlandó zenésztársaival, saját magára stúdiózenészként tekintett, Lynott pedig "vendégként" hivatkozott rá. Mindenesetre Lynott meghívta az ír gitáros Jimi Slevint (korábban az ír Skid Row-ban is megfordult), hogy „próbáljon ki néhány dolgot”, arra az esetre ha Robertsont helyettesíteni kellene a jövőben.
Az album dalai közül Robertson és Gorham csak a That Woman's Gonna Break Your Heart címűben játszott egyenrangú partnerként, magára a lemezfelvételre pedig úgy emlékezett vissza Gorham, mint egy sorsfordító anyagra. Elmondása szerint ez azért egy nagyon fontos album a számunkra, mert rengeteg balsorson kellett keresztül mennünk."
A producer a zenekar mellett Tony Visconti lett, aki korábban főleg a T. Rex és David Bowie lemezei miatt lett ismert.

## Borító, fogadtatás
A zenekar korábbi borítóiért felelős Jim Fitzpatrick neve merült fel ezúttal is, azonban egy félreértés miatt mégsem az ő képe dísziti a lemezt. A határidő közeledtével Lynott az Amerikai Egyesült Államokba utazott, hogy találkozzon a művésszel, azonban a Connecticut állambeli Madison helyett a Wisconsin államban található Madison városba ment. A határidő miatt végül Sutton Cooper képét használták fel, melyen hárman láthatóak Robertson nélkül.
A teljes, négytagú zenekari fotó a lemez hátlapján volt látható. A belső képeken mind a négy zenész szerepelt, valamint Les Krims fotói is láthatóak voltak, akinek The Incredible Case of the Stack O'Wheat Murders című fotósorozatát Lynott még New Yorkban látta. A lemezen ismét megjelentek a játékkártya motívumok, melyek az 1975-ös Fighting albumot is díszitették. 
Lynott ragaszkodott hozzá, hogy Robertson ne legyen látható a frontborítón, maga a gitáros is hasonlóan vélekedett. Elmondása szerint  nem voltam jó hangulatban. Nem akartam, hogy a képem az album borítóján szerepeljen, mert nem folytam bele a dalszerzésbe, sőt kimondottan rossz kedvem volt a felvételekkor.
A Bad Reputation album kedvező visszhangra talált, dalaiban egyesítette a hard rock húzóerejét, a folkos dallamosságot, a lírai romantikus hangulatot, valamint a heavy metalt előrevetítő döngölős riffeket.
Stephen Thomas Erlewine az AllMusic kritikusa későbbi írásában, üdvözölte a tényt, hogy közvetlen elődjénél egy erősebb anyag született, amelyre 4 és fél csillagot adott a lehetséges ötből.
Az anyag keményebb hangzását a producer Tony Visconti hatásának tudja be, hozzátéve, hogy Robertson távolléte nem feltűnő, Gorham egyedül is megoldotta a feladatot. Véleménye szerint az album felveszi a versenyt a Jailbreak szintjével is.
Más írások dicsérték a lemez egyszerre "hangos és zenei" megközelítését, amivel a punk hullám közepén is sikeresek maradhattak, "mivel sok bunkónak tetszett, ezáltal biztosítva a fiatalság támogatását".
Martin Popoff elismerését fejezte ki, miszerint a zenekar két év alatt már a harmadik zseniális albumát adja ki.
A Sputnikmusic szintén pozitívan cikkezett az albumról 4 ponttal jutalmazva az ötből. Negatívumként az "átlagos" dobolást és néhány gyengébb számot jelölt meg, hozzátéve, hogy a Bad Reputation egy nagyszerű album. Nem a Lizzy legjobbja, ismerkedésnek sem ezt ajánlom (arra ott az elképesztően jó Jailbreak), de rajongóknak és a gitárzene kedvelőinek elengedhetetlen a megvásárlása.
A zenekar zeneileg széles spektrumot átölelő dalai, a punk népszerűségének csúcsán is képes volt megszólítani a fiatalokat.
A kemény hangzások mellett felbukkantak Jimi Hendrix hatású, pszichedelikusabb dalok is (Opium Trail, Killer Without A Cause), szerelmes líra (Southbound), az éjszaka hangulatát felidéző dal (Downtown Sundown) vagy a funk is (Dancing in the Moonlight).
A zenekar lírai oldalát domborította ki a That's Woman Gonna Break Your Heart is, míg a Dear Lord a rock és a gospel nászaként jellemezhető.
Az album kereskedelmileg is sikeres volt, Angliában négy hét alatt aranylemez lett, a fesztiválokon pedig gyakran főzenekarként több tízezres tömegek előtt léphettek fel.
A nagylemez a brit listán a 4. helyig jutott, a róla kimásolt Dancing in the Moonlight (It's Caught Me in Its Spotlight) pedig a 14. helyre kúszott fel.
A dal egy újabb slágert jelentett az együttes számára, amely nem összekeverendő a King Harvest azonos című szerzeményével.

## Feldolgozások
Bár a címadó dal nem jelent meg kislemezen később több előadó is feldolgozta. A női tagokból álló amerikai heavy metal formáció a Phantom Blue 1993-ban tette fel Built to Perform című albumára. A dal feldolgozása felbukkant 2006-ban a Guitar Hero II játékban is, a zenekar által felvett dal pedig a Dogtown and Z-Boys című dokumentumfilmben csendült fel 2001-ben. A 24-7 Spyz nevű amerikai rockegyüttes a 2006-os Face the Day albumán dolgozta fel a dalt, míg a Foo Fighters a 2011-ben publikált feldolgozásalbumára tette fel (Medium Rare).
A 2012-es  Sleeping Dogs videójátékban a Sagittarius FM nevű rádióállomás mutatta be a dalt, majd 2015-ben a brit speed metal zenekar a Raven is feldolgozta.
A Dancing in the Moonlight (It's Caught Me in Its Spotlight) című számot gyakran előadta élőben a The Smashing Pumpkins is. Az eredeti lendületes ritmust lassítva, akusztikus dallammá átformálva adták elő, mely a Disarm kislemez B oldalán is megjelent.
Diana Vickers brit énekesnő-dalszerző is feldolgozta a dalt, amely második nagylemezének előzeteseként jelent meg.
Az ír Magners a Thin Lizzy Dancing in the Moonlight dalával vezette be új ciderét Angliában 2005-ben. A szintén angol Alt-J indie rock együttes The Saturday Sessions from The Dermot O'Leary Show válogatásalbumra dolgozta fel a dalt 2012-ben.
John Norum a svéd Europe gitárosa az Opium Trail című dalt dolgozta fel 1992-es Face the Truth című szólóalbumán.

## Számlista
| 1. | Soldier of Fortune | 5:18 |
| 2. | Bad Reputation     | 3:09 |
| 3. | Opium Trail        | 3:58 |
| 4. | Southbound         | 4:27 |

| 5. | Dancing in the Moonlight (It's Caught Me in Its Spotlight) | 3:26 |
| 6. | Killer Without a Cause                                     | 3:33 |
| 7. | Downtown Sundown                                           | 4:08 |
| 8. | That Woman's Gonna Break Your Heart                        | 3:25 |
| 9. | Dear Lord                                                  | 4:26 |

| 2011-es újrakiadás bónuszai | 2011-es újrakiadás bónuszai                                                                  | 2011-es újrakiadás bónuszai | 2011-es újrakiadás bónuszai | 2011-es újrakiadás bónuszai | 2011-es újrakiadás bónuszai | 2011-es újrakiadás bónuszai | 2011-es újrakiadás bónuszai | 2011-es újrakiadás bónuszai | 2011-es újrakiadás bónuszai |
| #                           | Cím                                                                                          | Hossz                       |                             |                             |                             |                             |                             |                             |                             |
| --------------------------- | -------------------------------------------------------------------------------------------- | --------------------------- | --------------------------- | --------------------------- | --------------------------- | --------------------------- | --------------------------- | --------------------------- | --------------------------- |
| 10.                         | Killer Without a Cause (BBC felvétel 1977. augusztus 1.)                                     | 3:42                        |                             |                             |                             |                             |                             |                             |                             |
| 11.                         | Bad Reputation (BBC felvétel 1977. augusztus 1.)                                             | 2:49                        |                             |                             |                             |                             |                             |                             |                             |
| 12.                         | That Woman's Gonna Break Your Heart (BBC felvétel 1977. augusztus 1.)                        | 3:28                        |                             |                             |                             |                             |                             |                             |                             |
| 13.                         | Dancing in the Moonlight (It's Caught Me in Its Spotlight) (BBC felvétel 1977. augusztus 1.) | 3:22                        |                             |                             |                             |                             |                             |                             |                             |
| 14.                         | Downtown Sundown (BBC felvétel 1977. augusztus 1.)                                           | 3:53                        |                             |                             |                             |                             |                             |                             |                             |
| 15.                         | Me and the Boys (hangpróba felvétel)                                                         | 4:17                        |                             |                             |                             |                             |                             |                             |                             |
| 57:21                       |                                                                                              |                             |                             |                             |                             |                             |                             |                             |                             |

## Kislemezek
- Dancing In The Moonlight/Bad Reputation – 7" (1977)

## Zenészek
Thin Lizzy
- Phil Lynott – basszusgitár, ének, szintetizátor, kelta hárfa
- Scott Gorham – szóló és ritmusgitár
- Brian Downey – dob, ütőhangszerek
- Brian Robertson – szólógitár a 3, 6 és 8 dalokban, szájgitár és billentyűsök

Vendégzenészek
- Jon Bojic, Ken Morris, Mary Hopkin-Visconti – háttérvokál a Dear Lord című számban.
- John Helliwell – szaxofon, klarinét

Produkció
- Tony Visconti – producer, hangmérnök
- Jon Bojic, Ken Morris, Ed Stone – hangmérnök helyettes

## Listás helyezések
| Év                             | Lista | Pozíció |
| ------------------------------ | ----- | ------- |
| 1977                           |       |         |
| Ausztrália (Kent Music Report) | 58    |         |
| Brit lemezlista                | 4     |         |
| Svéd lemezlista                | 9     |         |
| Norvég lemezlista              | 13    |         |
| Billboard 200 (USA)            | 39    |         |
| RPM100 (Kanada)                | 44    |         |

| Év   | Kislemez                                                   | Slágerlista                    | Helyezés |
| ---- | ---------------------------------------------------------- | ------------------------------ | -------- |
| 1977 | Dancing in the Moonlight (It's Caught Me in Its Spotlight) | Ír kislemezlista               | 4        |
| 1977 | Dancing in the Moonlight (It's Caught Me in Its Spotlight) | Brit kislemezlista             | 14       |
| 1977 | Dancing in the Moonlight (It's Caught Me in Its Spotlight) | RPM100 Top kislemezek (Kanada) | 84       |